# Jean-Philippe Delavault
Pour les articles homonymes, voir Hélène Delavault et Huguette Delavault.
 (janvier 2017).
Si vous disposez d'ouvrages ou d'articles de référence ou si vous connaissez des sites web de qualité traitant du thème abordé ici, merci de compléter l'article en donnant les références utiles à sa vérifiabilité et en les liant à la section « Notes et références ».
Jean-Philippe Delavault, né en 1961, est un metteur en scène français.

## Biographie
Né en 1961, Jean-Philippe Delavault est diplômé de l’Inseec. Élève du Conservatoire national d’art dramatique de Bordeaux, il étudie également la musicologie et le chant puis obtient une bourse d’études de la fondation Giorgio Cini à Venise. Sa rencontre avec Patrice Chéreau sur Lucio Silla de Mozart le conforte dans sa vocation pour la mise en scène qu’il aborde auprès de Pier Luigi Pizzi, Jean-Pierre Ponnelle, Jean-Louis Martinoty et Pierre Barrat. Dès 1989, Jean-Philippe Delavault écrit pour le mensuel musical Répertoire et devient collaborateur de l’agence artistique Living Art. Assistant metteur en scène à l’Opéra de Paris, Il travaille notamment avec Graham Vick, Andrei Serban, Jean-Louis Martinoty, Pier Luigi Pizzi, Denis Krief. Il est ensuite assistant de Robert Carsen aux Opéras de Paris-Bastille, Palais Garnier, New York (BAM), Teatro Regio de Turin, Chicago Lyric Opera, La Haye, Monte-Carlo, Lyon, Cardiff, Toulouse, Caen, Ravenne, Modène, Anvers et Gand (Vlaamse Opera) et à Disneyland Paris. Chanteur et comédien, il participe notamment à la création des opéras Beau Soir de Gérard Pesson et Le Miracle secret de Martin Matalon, au Festival d’Avignon en 1990, Il chante également dans un enregistrement de chants révolutionnaires et dans la production Tarare de Salieri avec Jean-Claude Malgoire.
Metteur en scène et directeur artistique à Disneyland Paris entre 1992 et 2001, il y conçoit et réalise de nombreux spectacles, conventions et émissions de télévision. Dans le cadre du Buffalo Bill's Wild West Show, il développe pendant plus de 20 ans des relations privilégiées avec les peuples premiers et les cowboys aux Etats-Unis, au Canada et au Mexique. En 1995 et 1996, Jean-Philippe Delavault réalise deux spectacles avec l’Orchestre national de Lyon : un hommage à Walt Disney puis l’adaptation et la mise en scène de Porgy and Bess. En 1999, il participe, en qualité d’assistant de Robert Carsen, à la mise en scène d’ Alcina de Haendel à l’Opéra de Paris et à sa reprise au Lyric Opera de Chicago. En 2000, il réalise la musique d’ambiance du parc d’attractions espagnol Terra Mítica. Jean-Philippe Delavault conçoit et signe la mise en scène du Grand Carrousel, spectacle phare des évènements de Bruxelles 2000, ressuscitant un genre oublié depuis 250 ans. Il est réinvité en Belgique où il signe une nouvelle mise en scène de Rigoletto, avec le soutien de l’Opéra royal de La Monnaie. En 2002, il reprend Orlando de Haendel au Vlaamse Opera.
En 2003, il participe à une nouvelle production d’Alcina de Haendel à l’Opéra de Montpellier, en collaboration avec Marc Arturo Marelli. En 2004, Jean-Philippe Delavault reprend Orlando de Haendel à Ravenne et Reggio d'Émilie. Jean-Luc Choplin l’associe à l’équipe artistique du Théâtre du Châtelet à Paris où il est conseiller artistique et dramaturgique. Depuis 2006, Il accompagne de nombreux projets au Théâtre du Châtelet, parmi lesquels : Le Chanteur de Mexico de Francis Lopez avec Emilio Sagi ; Bintou Wéré, l’Opéra du Sahel, créé en février 2007, à Bamako, à Amsterdam en juin 2007 et au théâtre du Châtelet en octobre 2007 ; Véronique d’André Messager avec Fanny Ardant ; Padmâvatî d’Albert Roussel avec Sanjay Leela Bhansali,le grand réalisateur de Bollywood, repris au festival de Spolète. 
En février 2008, il réalise la mise en scène de Pygmalion de Jean-Philippe Rameau avec l’orchestre du conservatoire de Genève, sous la direction de Florence Malgoire. En 2009, il collabore à la mise en scène des Vespro della Beata Vergine de Claudio Monteverdi avec Oleg Kulik et de Pastorale de Gérard Pesson avec Pierrick Sorin au théâtre du Châtelet. Il réadapte pour Disneyland Paris le Buffalo Bill Wild West Show et met en scène Tancredi de Gioacchino Rossini, sous la direction de Jean-Claude Malgoire. En 2010, il met en scène Don Pasquale à l’opéra de Toulon, au
théâtre du Châtelet, il collabore à la mise en scène de Treemonisha de Scott Joplin et de Magdalena d’Heitor Villa-Lobos puis met en scène Linda di Chamounix à l’opéra de Toulon, La petite messe solennelle de Rossini et Tancredi à l’Atelier Lyrique de Tourcoing ainsi qu’à l’Opéra royal du château de Versailles. 
Il crée l’adaptation française du Chat Botté à l’Opéra national du Rhin, Magdalena au Theatro Municipal (São Paulo), Carmen à l’Opéra de Toulon. En 2013, il crée Le Chat Botté de César Cui au Grand Théâtre de Genève dans sa version pour orchestre symphonique, Pourquoi j’ai mangé mon père, comédie musicale en création au Théâtre du Châtelet. En juillet 2013, il conçoit et met en scène au Château de Versailles le grand spectacle équestre Les chevaux du Soleil. Au théâtre du Châtelet, il inspire la création scénique d' An american in Paris. En 2019, il met en scène West Side Story à l'Arenice de Cergy-Pontoise et propose le casting d'un violon sur le toit à l'Opéra du Rhin. En 2020, il crée la version française de Hansel et Gretel de Humperdinck à l'Opéra National du Rhin. En 2021, Il initie la série du Châtelet Musical Club. En juin 2022, il crée Carmen Street, version comédie musicale de l'Opéra de Bizet à l'Arenice de Cergy-Pontoise avec 400 participants.